# Volta a Llombardia 1953
La Volta a Llombardia 1953 fou la 47a edició de la Volta a Llombardia. Aquesta cursa ciclista organitzada per La Gazzetta dello Sport es va disputar el 25 d'octubre de 1953 amb sortida i arribada a Milà després d'un recorregut de 222 km.
L'italià Bruno Landi (Fiorelli) s'emporta la prova per davant del seu compatriota Pino Cerami (Peugeot-Dunlop) i del francès Pierre Molinéris (Fiorelli).

## Classificació general
|    | Ciclista               | Equip            | Temps      |
| -- | ---------------------- | ---------------- | ---------- |
| 1  | Bruno Landi (ITA)      | Fiorelli         | 6h 01' 50" |
| 2  | Pino Cerami (ITA)      | Peugeot-Dunlop   | m. t.      |
| 3  | Pierre Molinéris (FRA) | Fiorelli         | m. t.      |
| 4  | Stan Ockers (BEL)      | Peugeot-Dunlop   | m. t.      |
| 5  | Angelo Conterno (ITA)  | Frejus           | m. t.      |
| 6  | Jan de Valck (BEL)     | Garin-Wolber     | m. t.      |
| 7  | Fiorenzo Magni (ITA)   | Ganna-Ursus      | m. t.      |
| 8  | Donato Zampini (ITA)   | Benotto-Levrieri | m. t.      |
| 9  | Bruno Monti (ITA)      | Arbos            | m. t.      |
| 10 | Mino de Rossi (ITA)    | Bianchi-Pirelli  | m. t.      |